# Valores tradicionales (Rusia)
Los valores tradicionales en Rusia (en ruso: Традиционные ценности в России, romanizado: Traditsiónnyye tsénnosti v Rossii) son pautas morales e ideológicas que son históricamente pertenecientes a los ciudadanos de Rusia. La definición de los valores tradicionales, así como la política para su preservación y fortalecimiento, fueron aprobadas por decreto del Presidente de Rusia, Vladímir Putin, «Sobre la aprobación de los Fundamentos de la Política Estatal para la Preservación y Fortalecimiento de los valores morales y espirituales tradicionales rusos», a fecha de 9 de noviembre de 2022. El documento en sí fue desarrollado por un grupo de trabajo de investigadores (V. V. Aristarkhov, S. G. Volobuev, A. B. Rudakov, P. A. Shashkin) del Instituto Ruso de Investigación para el Patrimonio Cultural y Natural (abreviado como Instituto del Patrimonio).

## Definición
Según el decreto «Sobre la preservación y el fortalecimiento de los valores espirituales y morales tradicionales», los valores tradicionales se definen de la siguiente manera:
Los valores tradicionales son pautas morales que forman la visión del mundo de los ciudadanos rusos, transmitidas de generación en generación, que subyacen a la identidad cívica de toda Rusia y un espacio cultural único del país, fortaleciendo la unidad cívica, que han encontrado su manifestación única y original en el desarrollo espiritual, histórico y cultural del pueblo multinacional de Rusia.
El decreto señala que las religiones que se han convertido en parte del patrimonio histórico y espiritual de Rusia (cristianismo, islam, budismo, judaísmo y otras religiones) tuvieron un impacto significativo en la formación de valores tradicionales, al tiempo que enfatiza el papel especial de la ortodoxia en el fortalecimiento de los valores tradicionales en Rusia.
El quinto párrafo del decreto contiene una lista de valores tradicionales. Son los siguientes:
- vida,
- dignidad,
- derechos humanos y sus libertades,
- patriotismo,
- nacionalidad,
- servicio a la Patria y responsabilidad por su destino,
- altos ideales morales
- una familia fuerte,
- trabajo creativo,
- la prioridad de lo espiritual sobre lo material,
- humanismo,
- merced,
- justicia,
- colectivismo,
- asistencia mutua y respeto mutuo,
- memoria histórica y continuidad de generaciones,
- unidad de los pueblos de Rusia.